# Carcavelos
Carcavelos är en ort och kommundel i Cascais kommun utanför Lissabon i Portugal. Det finns en stor badstrand. Liksom de närbelägna orterna Cascais och Estoril är den en populär turistort.